# Amga
L'Amga (en russe : Амга) est une rivière de Russie. Avec ses 1 462 km, c'est le plus long des affluents de l'Aldan, lui-même affluent de la Léna. La rivière coule en Iakoutie (Sibérie).

## Géographie
L'Amga prend sa source au nord-ouest du massif d'Aldan. Elle franchit les prolongements nord-ouest et nord  de ce massif, arrose la ville d'Aldan avant de se jeter dans l'Aldan à Chandyga.
Le bassin de l'Amga, dont les eaux sont prises dans les glaces d'octobre à mai, a une superficie de 69 300 km2.
La vallée de l'Amga est une des rares régions cultivables de Iakoutie.

## Hydrométrie - Les débits mensuels à Terout
Le débit de l'Amga a été observé pendant 62 ans (période 1937-1999) à Terout, station hydrométrique située à 137 km en amont de son point de confluence avec l'Aldan, et à une altitude de 112 mètres.
Le débit inter annuel moyen ou module observé à Terout sur cette période était de 191 m3/s pour une surface drainée de quelque 65 400 km2, soit plus ou moins 94 % du bassin versant total de la rivière qui en compte 69 300. La lame d'eau écoulée dans le bassin versant atteint ainsi le chiffre de 92 millimètres par an.
Comme presque partout en Sibérie, l'Amga présente des fluctuations saisonnières de débit élevées. Les hautes eaux se déroulent au printemps, en mai et en juin, avec un maximum en mai. Dès le mois de juillet, le débit diminue fortement et cette baisse se poursuit en août. Cette décrue est suivie d'un très net rebond du débit en septembre, ce qui constitue un second sommet, lié aux précipitations de saison sous forme de pluie. En octobre une nouvelle baisse de débit se produit, ce qui mène aux basses eaux d'hiver qui ont lieu de novembre à avril inclus, avec un débit mensuel moyen baissant jusqu'au niveau de 21,1 m3/s au mois de mars (minimum d'étiage).
Le débit moyen mensuel observé en mars constitue à peine 2,5 % du débit moyen du mois de mai (883 m3/s), ce qui souligne l'amplitude très importante des variations saisonnières. Ces écarts peuvent être plus élevés encore selon les années. Sur la durée d'observation de 62 ans, le débit mensuel minimal a été de 3,55 m3/s (en mars 1941), tandis que le débit mensuel maximal s'élevait à 1 860 m3/s en mai 1962.